# Yoon Jong-chan
Dans ce nom coréen, le nom de famille, Yoon, précède le nom personnel.
Yoon Jong-chan est un réalisateur, scénariste et acteur coréen, né en 1963.

## Biographie
Né en 1963, Yoon Jong-chan étudie à l'université d'Hanyang et à l'université de Syracuse où il obtient un diplôme MFA en réalisation. Son premier long-métrage est Sorum (소름, 2001), en tant que réalisateur et scénariste.

## Filmographie

### En tant que réalisateur
- 2001 : Sorum (소름)
- 2005 : Blue Swallow (청연)
- 2009 : I Am Happy (나는 행복합니다)
- 2013 : My Paparoti (파파로티)

### En tant que scénariste
- 2001 : Sorum (소름)
- 2005 : Blue Swallow (청연)
- 2009 : I Am Happy (나는 행복합니다)

### En tant qu'acteur
- 2009 : I Am Happy (나는 행복합니다)

## Distinctions

### Récompenses
- Fantasporto 2002 :
  - Meilleur réalisateur
  - Prix spécial de Jury

### Nominations
- Festival international du film de Vancouver 2001 : Prix de Dragons et Tigres
- Fantasporto 2002 : Meilleur film